# Clive Staples Lewis
Clive Staples Lewis (Belfast, Észak-Írország, 1898. november 29. – Oxford, Anglia, 1963. november 22.) ír író, irodalomtörténész, gondolkodó, teológus, a modern kori gyermekfantasy megteremtője, közeli barátjához, J. R. R. Tolkienhoz hasonlóan a 20. századi világirodalom egyik jelentős képviselője. Leghíresebb műve a Narnia krónikái című fantasyszeptológia.

## Élete
Belfastban, Írországban született (ma Észak-Írország), Albert James Lewis és Flora Augusta Hamilton Lewis gyermekeként 1898-ban. Volt egy három évvel idősebb testvére, Warren Hamilton Lewis („Warnie”).
C. S. Lewis a „Jack” becenevet kapta kisfiúként, egyszerűen mert szerette ennek hangzását. Ettől kezdve közeli barátai és családja e néven nevezte. Anyját 1908-ban elvesztette, ettől kezdve különféle iskolákba küldték szerte Angliában. Egy évet a Malvern College-ban töltött, majd magánúton tanult tovább. Oxfordban háromszor ért el kiváló osztályzatot.
1913 körül elhagyta gyermeki keresztény hitét. 1929-ig ateista volt: „In the Trinity Term of 1929 I gave in, and admitted that God was God, and knelt and prayed…” Megtérését, melyben irodalomtörténészek szerint fontos szerepe volt J. R. R. Tolkiennel és egy másik barátjával folytatott beszélgetésnek, a Surprised by Joy (Az öröm vonzásában) című munkájában e szavakkal írta le:
1929 húsvét utáni időszakában beadtam a derekam, s talán mint olyan valaki, aki egész Angliában a legkedvetlenebbül és a leginkább vonakodva tért meg, elismertem, hogy az Isten – Isten.
1925–54 között az Oxfordi Egyetemen oktatott és kutatott. 1954-ben a Cambridge Egyetemen lett a középkori és reneszánsz irodalom professzora. Kritikusai kiváló és népszerű, tanítványaira nagy hatást gyakorló előadóként és egyedülálló tehetséges keresztény íróként jellemezték, aki „kivételesen nagyszerű és logikus elmével és világos, élénk stílussal rendelkezett”.
A The Problem of Pain (A szenvedés problémája), a The Screwtape Letters (Csűrcsavar levelei), a Mere Christianity („Puszta kereszténység”, magyarul Keresztény vagyok!), a The Four Loves („A négy szeretet”, magyarul A szeretet négy arca) és a posztumusz Prayer: Letters to Malcolm (Imádság: Levelek Malcolmhoz) csak néhány nagy sikerű könyveiből.
Emellett írt könyveket gyermekek számára, fantasyt (ezek közül a többkötetes regényciklus, a Narnia krónikái a legismertebb, továbbá tudományos-fantasztikus műveket (Kozmosz-tetralógia, egy befejezetlenül maradt negyedik résszel) és ezenkívül sok irodalmi-kritikai munkát. Művei emberek millióihoz jutottak el fordításokban.
1963. november 22-én halt meg oxfordi otthonában.

## Vallási tárgyú írásai

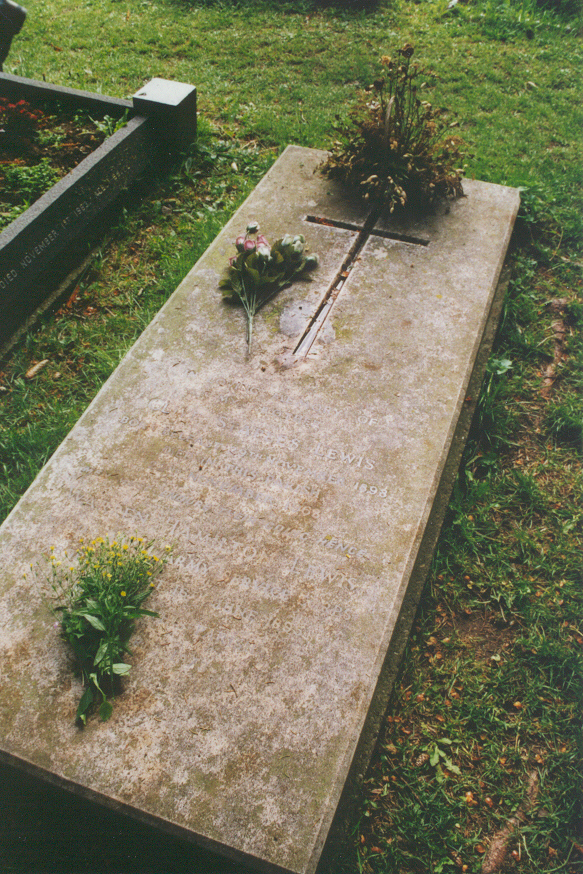
C. S. Lewis sírja

### Magyarországon
Hazai protestáns és katolikus kiadók egyaránt foglalkoztak Lewisszal. A vallási témájú műveiből készült első, a Szent István Társulatnál Viták és vallomások címmel megjelent válogatást Lukács László piarista szerzetes ültette magyarra. Ebben szerepel Az öröm vonzásában (Surprised by joy) c. írás, Lewis önéletrajza; melyben „az ír származású író elbeszéli” 1929 tavaszán történt „megtérését. A rendkívül racionálisan gondolkodó Lewis nem adta magát könnyen: megküzdött a hitéért – elsősorban önmagával” (Szigeti László). A Harmat Kiadónál az írás megjelent önálló kötetben is.
A BBC rádiósorozatához készült írásos jegyzeteiből született meg a Mere Christianity (pontatlan magyar fordításban: Keresztény vagyok!) c. könyve.
Magyar kiadásban Csűrcsavar levelei címen jelent meg az az írása, mely a keresztény hitet alvilági szemszögből tárgyalja; benne a pokol egy idős és tapasztalt „szakördöge” leveleiben tanácsokat ad fiatalabb unokaöccsének, hogy az miként próbálja elcsábítani egy hívő lelkét az „ellenségtől”, azaz Krisztustól.
A Harmat Kiadónál jelent meg Míg arcunk nem lesz c. regénye, mely valószínűleg az Ámor és Psziché-történet átdolgozása, melyben a képzeletbeli ország, Glóm királynője, Orual visszaemlékezéseiben vádakkal eltelve fordul az istenekhez a gyász és szenvedés miatt, mígnem részt kap „színről színre látás beteljesítő élményéből”.
Közvetetten ide sorolható a Narnia krónikái 7 kötetes regényciklusa is, melynek első részében (The Magician's Nephew; A varázsló unokaöccse) a Teremtést írja le, ahol Aslan, az oroszlán – János Apokalipszisében Júda oroszlánja –, hangjával megteremti a Fényt, az embert, az állatokat és a növényeket. Az erről szóló szerzői utószó a magyar kiadásokból kimaradt.

## Feldolgozások műveiből
Lewis kései és tragikus szerelmének történetét dolgozta fel Richard Attenborough 1993-as Árnyékország c. filmje, melyben Lewist Anthony Hopkins alakította.
A Disney stúdió 2005-ben dolgozta fel a regényciklusból Az oroszlán, a boszorkány és a ruhásszekrény c. kötetet, amely magyar forgalmazásban a Narnia Krónikái: Az oroszlán, a boszorkány és a ruhásszekrény címet kapta. (A kötet a regényciklus részeként elsőként jelent meg, bár a történet időrendisége szempontjából annak második kötete. Magyarul 1988-ban jelent meg, K. Nagy Erzsébet fordításában, majd 2005-ben újból kiadták, új – a félrefordításokat javító és az 1988-as kiadásból kihagyott részeket is tartalmazó – fordításban.) 2008-ban ezt követte a sorozatban negyedikként megjelenő kötet filmrevitele (Narnia Krónikái: Caspian herceg), majd a 2010-ben először vetített Narnia Krónikái: A Hajnalvándor útja, mely az 5. kötet feldolgozása.

## Főbb művei

### Sci-fi
- Kozmikus-trilógia (tetralógia)
  - Out of the Silent Planet (1938); A csendes bolygó
  - Perelandra (1943); Perelandra
  - That Hideous Strength (1946); The Tortured Planet (1958); A rettentő erő
  - The Dark Tower (1977) töredék

### Fantasy
- Narnia krónikái

1. The Magician's Nephew (1957); A varázsló unokaöccse
2. The Lion, the Witch and the Wardrobe (1952); Az oroszlán, a boszorkány és a ruhásszekrény
3. The Horse and His Boy (1956); A ló és kis gazdája
4. Prince Caspian (1953); Caspian herceg
5. The Voyage of the Dawn Treader (1954); A Hajnalvándor útja
6. The Silver Chair (1955); Az ezüst trón
7. The Last Battle (1958); A végső ütközet

### Esszék
- The Abolition of Man (1943); Az emberiség felszámolása

### Egyéb
- Screwtape Letters (1942); Csűrcsavar levelei
- Surprised by Joy: The Shape of My Early Life (1955); Az öröm vonzásában
- Till we have faces (1956); Míg arcunk nem lesz

## Magyarul

### 1989-ig
- Az oroszlán, a boszorkány és a szekrény. Történet gyermekeknek; s.n., s.l., 1977
- Csűr-Csavar levelei. Levelek az alvilágból; Evangéliumi Kiadó, Stuttgart, 1982
- Viták és vallomások; vál., ford. Lukács László; Szt. István Társulat, Budapest, 1985
- A csendes bolygó. Tudományos fantasztikus regény; ford. Molnár István; Kozmosz Könyvek, Budapest, 1986 (Kozmosz fantasztikus könyvek)
- Caspian herceg; ford. K. Nagy Erzsébet; Szt. István Társulat, Budapest, 1988
- Az oroszlán, a boszorkány és a különös ruhásszekrény; ford. K. Nagy Erzsébet; Szt. István Társulat, Budapest, 1988
  - (Az oroszlán, a boszorkány és a ruhásszekrény címen is)
- Keresztény vagyok!; ford. Várhidy Gyula, Szt. István Társulat, Budapest, 1988

### 1990–
- Utazás a tengeri cirkálón; ford., átdolg. K. Nagy Erzsébet; Szt. István Társulat, Budapest, 1991
  - (A Hajnalvándor útja címen is)
- A fájdalom; ford. Lukács László; Harmat, Budapest, 1992
- Az öröm vonzásában. Fiatalkorom; ford. Lukács László, jegyz. Tóth Sára; Harmat, Budapest, 1993
- Az ezüst trón; ford., átdolg. K. Nagy Erzsébet; Szt. István Társulat, Budapest, 1993
- Csodák; ford. Somogyi György; Harmat, Budapest, 1994
- A szeretet négy arca; ford. Orzóy Ágnes; Harmat, Budapest, 1995
- Perelandra; ford. Bihari György; Móra, Budapest, 1995
- A ló és kis gazdája; ford. K. Nagy Erzsébet; Szt. István Társulat, Budapest, 1995
- A varázsló unokaöccse; ford. K. Nagy Erzsébet; Szt. István Társulat, Budapest, 1996
- Csűrcsavar levelei; ford. Siklós József; Harmat, Budapest, 1997
- A végső ütközet; ford. K. Nagy Erzsébet; Szt. István Társulat, Budapest, 1997
- A nagy válás. Egy álom; ford. Petres Erika Lúcia; Kairosz, Budapest, 2005
- A bánatról; ford. Kertai Barbara; Harmat, Budapest, 2005
- Míg arcunk nem lesz. Egy örök mítosz; ford. Kertai Barbara; Harmat, Budapest, 2005
- Az oroszlán, a boszorkány és a ruhásszekrény; ford. K. Nagy Erzsébet, átdolg. Háy János; M&C Kft., Budapest, 2005 (Narnia krónikái)
  - (Az oroszlán, a boszorkány és a különös ruhásszekrény címen is)
- A varázsló unokaöccse; ford. K. Nagy Erzsébet, átdolg. Háy János; M&C Kft., Budapest, 2005 (Narnia krónikái)
- A Hajnalvándor útja; ford. Liszkay Szilvia; M&C Kft., Budapest, 2006 (Narnia krónikái)
  - (Utazás a tengeri cirkálón címen is)
- A zsoltárokról; ford. Főgler László; Harmat, Budapest, 2006
- A csendes bolygó; ford. Molnár István; Harmat, Budapest, 2006 (Kozmikus trilógia, 1.)
- Perelandra; ford. Bihari György; Harmat, Budapest, 2006 (Kozmikus trilógia, 2.)
- Az ezüsttrón; ford. Liszkay Szilvia; M&C Kft., Budapest, 2006 (Narnia krónikái)
- Caspian herceg; ford. Liszkay Szilvia; M&C Kft., Budapest, 2006 (Narnia krónikái)
- A ló és kis gazdája; ford. K. Nagy Erzsébet, átdolg. Háy János; M&C Kft., Budapest, 2006 (Narnia krónikái)
- A rettentő erő; ford. Kertai Barbara; Harmat, Budapest, 2007 (Kozmikus trilógia, 3.)
- Az emberiség felszámolása, avagy Elmélkedések az oktatásról, különös tekintettel a felsőbb osztályokban folytatott irodalomtanításra; ford. J. Füstös Erika; Harmat, Budapest, 2007
- Narnia krónikái; ford. K. Nagy Erzsébet, Liszkay Szilvia; M&C Kft., Budapest, 2008
- A végső ütközet. Narnia 7.; ford. Liszkay Szilvia; Harmat, Budapest, 2013
- Esszék a kereszténységről; ford. Lukács László; Harmat, Budapest, 2014
- Keresztény vagyok; Várhidy Gyula ford. átdolgozásával; 3. kiad.; Harmat, Budapest, 2017
- Míg arcunk nem lesz. Egy örök mítosz; ford. Kertai Barbara; 2. jav. kiad.; Harmat, Budapest, 2018
- A varázsló unokaöccse. Narnia 1.; ford. K. Nagy Erzsébet, átdolg. Háy János; jav. kiad.; Harmat, Budapest, 2018
- A ló és kis gazdája. Narnia 3.; ford. K. Nagy Erzsébet, átdolg. Háy János; jav. kiad.; Harmat, Budapest, 2019
- Caspian herceg. Narnia 4.; ford. Liszkay Szilvia; jav. kiad.; Harmat, Budapest, 2019
- A Hajnalvándor útja. Narnia 5.; ford. Liszkay Szilvia; jav. kiad.; Harmat, Budapest, 2019
- Az ezüsttrón. Narnia 6.; ford. Liszkay Szilvia; jav. kiad.; Harmat, Budapest, 2019
- A végső ütközet. Narnia 7.; ford. Liszkay Szilvia; jav. kiad.; Harmat, Budapest, 2019
- Narnia krónikái; ford. Háy János, Liszkay Szilvia; Harmat, Budapest, 2019
- Az oroszlán, a boszorkány és a ruhásszekrény. Narnia 2.; ford. K. Nagy Erzsébet, átdolg. Háy János; jav. kiad.; Harmat, Budapest, 2021
- Csűrcsavar levelei és Csűrcsavar pohárköszöntője; ford. Siklós József, Szabadi István; 5. bőv., átdolg. kiad.; Harmat, Budapest, 2021
- A nagy válás. Képzelt utazás a pokolból a mennybe; ford. Petres Erika Lúcia; 3. jav. kiad.; Harmat, Budapest, 2022

### Életrajzok
- Magyar nyelvű és nemzetközi C. S. Lewis honlap
- www.reformatus.hu
- C. S. Lewis
- C. S. Lewis – from Narnia
- Michael Dirda:  ‘C.S. Lewis: A Life,’ by Alister McGrath.  The Washington Post,   (2013. március 13.)
- Peter Kreeft: Menny és pokol között. Párbeszéd valahol a túlvilágon: John F. Kennedy, C. S. Lewis és Aldous Huxley eszmecseréje az élet legfontosabb kérdéséről; ford., jegyz. Szerdahelyi Miklós; Szt. István Társulat, Budapest, 2010

### Művei
- Keresztény vagyok! (többféle formátum)
  - vagyok![halott link] (ASCII-szöveg)
- Narnia krónikái – könyvajánló, kritika – Sulinet-Varázsceruza
- Narnia krónikái – könyvajánló, kritika – Új Ember

### Egyéb
- C. S. Lewis honlap
- C.S.Lewis.lap.hu
- Narnia.lap.hu – linkgyűjtemény
- C. S. Lewis a Molyon